# Piacenza Football Club 1965-1966
Questa voce raccoglie le informazioni riguardanti il Piacenza Football Club nelle competizioni ufficiali della stagione 1965-1966.

## Stagione
Nella stagione 1965-1966 il Piacenza disputa il girone A del campionato di Serie C, con 37 punti si piazza in sesta posizione, il torneo è stato vinto con 45 punti dal Savona che stacca il biglietto per salire in Serie B. Retrocedono in Serie D la Trevigliese, il Parma e l'Ivrea.
In casa biancorossa all'inizio della stagione l'imprenditore edile Vincenzo Romagnoli viene nominato nuovo presidente piacentino, aprendo con la sua nomina un lungo periodo di stabilità societaria; per la panchina viene chiamato il triestino Enrico Radio, al posto di Francesco Meregalli. Il blocco della squadra viene sostanzialmente riconfermato, con l'aggiunta di pochi innesti, dal Palermo il centrocampista Filippo Tasso e dall'Atalanta gli attaccanti Enrico Fontana e Attilio Pellegris, poi dal mercato novembrino è giunto dal Padova Giovanni Fracon. Si parla di promozione, ma la squadra (ancora impostata a una tattica strettamente difensiva) rimane per tutto il campionato in posizioni di medio-alta classifica senza mai inserirsi tra le prime. Con otto reti di bottino il miglior marcatore stagionale è stato Paolo Mentani.

## Organigramma societario
Area direttiva
- Presidente: Vincenzo Romagnoli
- Vice-presidenti: Luigi Loschi ed Enzo Bertuzzi

Area tecnica
- Direttore sportivo: Luigi Loschi
- Allenatore: Enrico Radio
- Allenatore delle riserve e giovanili: Francesco Duzioni

## Rosa[2]
| N. |                   | Ruolo | Calciatore         |
| -- | ----------------- | ----- | ------------------ |
|    | Italia (bandiera) | D     | Renato Belloni     |
|    | Italia (bandiera) | A     | Pier Antonio Brasi |
|    | Italia (bandiera) | A     | Giovanni Callegari |
|    | Italia (bandiera) | C     | Fernando Calzolari |
|    | Italia (bandiera) | C     | Francesco Duzioni  |
|    | Italia (bandiera) | D     | Ottavio Favari     |
|    | Italia (bandiera) | A     | Enrico Fontana     |
|    | Italia (bandiera) | C     | Giovanni Fracon    |
|    | Italia (bandiera) | C     | Alberto Galandini  |
|    | Italia (bandiera) | D     | Federico Gasparini |

| N. |                   | Ruolo | Calciatore          |
| -- | ----------------- | ----- | ------------------- |
|    | Italia (bandiera) | A     | Paolo Mentani       |
|    | Italia (bandiera) | D     | Sergio Montanari    |
|    | Italia (bandiera) | C     | Sergio Moroni       |
|    | Italia (bandiera) | A     | Attilio Pellegris   |
|    | Italia (bandiera) | P     | Gian Nicola Pinotti |
|    | Italia (bandiera) | D     | Italo Poletti       |
|    | Italia (bandiera) | C     | Riccardo Staffieri  |
|    | Italia (bandiera) | P     | Pietro Tappani      |
|    | Italia (bandiera) | C     | Filippo Tasso       |

## Calciomercato[2]

### Sessione estiva
| Acquisti | Acquisti          | Acquisti | Acquisti |
| R.       | Nome              | da       | Modalità |
| -------- | ----------------- | -------- | -------- |
| C        | Filippo Tasso     | Palermo  |          |
| A        | Enrico Fontana    | Atalanta |          |
| A        | Attilio Pellegris | Atalanta |          |

| Cessioni | Cessioni             | Cessioni     | Cessioni            |
| R.       | Nome                 | a            | Modalità            |
| -------- | -------------------- | ------------ | ------------------- |
| D        | Ernesto Cesena       | Pro Piacenza |                     |
| C        | Roberto Andreini     | Trevigliese  |                     |
| C        | Maurizio Cella       | Cremonese    |                     |
| C        | Sergio Gazzola       |              | lista trasferimento |
| C        | Mario Rossi          | Inter        | fine prestito       |
| C        | Graziano Tagliaferri | Gragnano     |                     |
| A        | Vittorio Bissi       |              | svincolato          |
| A        | Ivo Malvestiti       |              | svincolato          |
| A        | Armando Onesti       | Parma        |                     |

### Sessione autunnale-invernale
| Acquisti | Acquisti        | Acquisti | Acquisti |
| R.       | Nome            | da       | Modalità |
| -------- | --------------- | -------- | -------- |
| C        | Giovanni Fracon | Padova   |          |

| Cessioni | Cessioni | Cessioni | Cessioni |
| R.       | Nome     | a        | Modalità |
| -------- | -------- | -------- | -------- |

## Risultati

### Girone di andata
| Piacenza 19 settembre 1965 1ª giornata | Piacenza             | 0 – 0 | Rapallo Ruentes | Barriera Genova\| Arbitro: \| Sammicheli (Firenze) \| |
| Arbitro:                               | Sammicheli (Firenze) |       |                 |                                                       |

| Arbitro: | Pignatti (Lucca) |

|              |           |  |
| Simonato 62’ | Marcatori |  |

| Arbitro: | Concina (Novara) |

|                      |           |             |
| Brasi 5’ Mentani 75’ | Marcatori | 43’ Taccola |

| Arbitro: | Cicconetti (Pordenone) |

|                                  |           |                  |
| Menotti 3’, 18’ Magheri 33’, 45’ | Marcatori | 21’, 52’ Mentani |

| Arbitro: | Valagussa (Lecco) |

|  |           |            |
|  | Marcatori | 80’ Brenna |

| Arbitro: | Levrero (Genova) |

|  |           |                    |
|  | Marcatori | 37’ (rig.) Duzioni |

| Arbitro: | Ghetti (Modena) |

|           |           |              |
| Tasso 41’ | Marcatori | 38’ Bonacina |

| Arbitro: | Caligaris (Alessandria) |

|  |           |               |
|  | Marcatori | 31’ Callegari |

| Arbitro: | Aloisi (Giulianova) |

|           |           |  |
| Tasso 21’ | Marcatori |  |

| Arbitro: | Di Gioia (Torino) |

|  |           |            |
|  | Marcatori | 10’ Moroni |

| Arbitro: | Calì (Palermo) |

|                          |           |               |
| Callegari 43’ Fracon 48’ | Marcatori | 63’ Gorghetto |

| Arbitro: | Rostagno (Torino) |

|  |           |                        |
|  | Marcatori | 40’ Mentani 49’ Fracon |

| Arbitro: | Tabanelli (Ravenna) |

|            |           |              |
| Mentani 5’ | Marcatori | 87’ Ballario |

| Monfalcone 19 dicembre 1965 14ª giornata | C.R.D.A. Monfalcone | 0 – 0 | Piacenza | Stadio Cantieri riuniti dell'Adriatico\| Arbitro: \| Giola (Pisa) \| |
| Arbitro:                                 | Giola (Pisa)        |       |          |                                                                      |

| Arbitro: | Bianchi (Firenze) |

|                 |           |  |
| Zardo 2’ (aut.) | Marcatori |  |

| Arbitro: | Moretto (San Donà di Piave) |

|                                              |           |           |
| Carminati 15’, 33’ Rossi 36’ Dalle Crode 61’ | Marcatori | 25’ Tasso |

| Parma 16 gennaio 1966 17ª giornata | Parma                | 0 – 0 | Piacenza | Stadio Ennio Tardini\| Arbitro: \| Accomazzo (Vercelli) \| |
| Arbitro:                           | Accomazzo (Vercelli) |       |          |                                                            |

### Girone di ritorno
| Arbitro: | Fuschi (Pescara) |

|           |           |  |
| Bedin 14’ | Marcatori |  |

| Arbitro: | V. Lattanzi (Roma) |

|                           |           |                |
| Pellegris 46’ Mentani 47’ | Marcatori | 17’ Galtarossa |

| Arbitro: | Manetti (Firenze) |

|                                                               |           |  |
| Taccola 5’, 33’ Fazzi 41’, 78’ Ratti 58’ (rig.) Calzolari 68’ | Marcatori |  |

| Arbitro: | Capriccioli (Roma) |

|  |           |             |
|  | Marcatori | 44’ Magheri |

| Legnano 20 febbraio 1966 22ª giornata | Legnano         | 0 – 0 | Piacenza | Stadio Comunale\| Arbitro: \| Torra (Voghera) \| |
| Arbitro:                              | Torra (Voghera) |       |          |                                                  |

| Arbitro: | Grava (Ivrea) |

|                   |           |  |
| Favari 38’ (rig.) | Marcatori |  |

| Treviglio 6 marzo 1966 24ª giornata | Trevigliese               | 0 – 0 | Piacenza | Stadio Mario Zanconti\| Arbitro: \| Campanini (Finale Emilia) \| |
| Arbitro:                            | Campanini (Finale Emilia) |       |          |                                                                  |

| Piacenza 13 marzo 1966 25ª giornata | Piacenza        | 0 – 0 | Cremonese | Barriera Genova\| Arbitro: \| Menegali (Roma) \| |
| Arbitro:                            | Menegali (Roma) |       |           |                                                  |

| Arbitro: | Cruciani (Terni) |

|                       |           |            |
| Pestrin 15’ Girol 22’ | Marcatori | 37’ Moroni |

| Arbitro: | Gandiolo (Alessandria) |

|                           |           |  |
| Mentani 74’ Callegari 83’ | Marcatori |  |

| Arbitro: | Magnani (Firenze) |

|  |           |           |
|  | Marcatori | 78’ Brasi |

| Arbitro: | Nencioni (Roma) |

|             |           |                                       |
| Mentani 76’ | Marcatori | 35’, 38’, 55’ Mola 74’ (rig.) Ferraro |

| Arbitro: | Trucillo (Venezia) |

|                                |           |           |
| Stocco 15’ (rig.) Scrignar 60’ | Marcatori | 39’ Brasi |

| Arbitro: | Monteverde (Macerata) |

|               |           |  |
| Callegari 12’ | Marcatori |  |

| Arbitro: | Giola (Pisa) |

|                       |           |  |
| Zardo 28’, 75’ (rig.) | Marcatori |  |

| Piacenza 15 maggio 1966 33ª giornata | Piacenza            | 0 – 0 | Solbiatese | Barriera Genova\| Arbitro: \| Vannucchi (Bologna) \| |
| Arbitro:                             | Vannucchi (Bologna) |       |            |                                                      |

| Arbitro: | Pfiffner (Torino) |

|                     |           |             |
| Brasi 74’ Tasso 81’ | Marcatori | 14’ Capelli |

## Statistiche

### Statistiche di squadra[5]
| Competizione | Punti | Totale | Totale | Totale | Totale | Totale | Totale | DR |
| Competizione | Punti | G      | V      | N      | P      | Gf     | Gs     | DR |
| ------------ | ----- | ------ | ------ | ------ | ------ | ------ | ------ | -- |
| Serie C      | 37    | 34     | 14     | 9      | 11     | 28     | 34     | -6 |

### Statistiche dei giocatori[2]
| Giocatore    | Serie C  | Serie C | Serie C     | Serie C    |
| Giocatore    | Presenze | Reti    | Ammonizioni | Espulsioni |
| ------------ | -------- | ------- | ----------- | ---------- |
| R. Belloni   | 27       | 0       | ?           | ?          |
| P. Brasi     | 34       | 4       | ?           | ?          |
| G. Callegari | 26       | 4       | ?           | ?          |
| F. Calzolari | 13       | 0       | ?           | ?          |
| F. Duzioni   | 7        | 1       | ?           | ?          |
| O. Favari    | 33       | 1       | ?           | ?          |
| E. Fontana   | 2        | 0       | ?           | ?          |
| G. Fracon    | 25       | 2       | ?           | ?          |
| A. Galandini | 2        | 0       | ?           | ?          |
| F. Gasparini | 32       | 0       | ?           | ?          |
| P. Mentani   | 30       | 8       | ?           | ?          |
| S. Montanari | 34       | 0       | ?           | ?          |
| S. Moroni    | 25       | 2       | ?           | ?          |
| A. Pellegris | 8        | 1       | ?           | ?          |
| G. Pinotti   | 18       | -18     | ?           | ?          |
| I. Poletti   | 11       | 0       | ?           | ?          |
| R. Staffieri | 0        | 0       | ?           | ?          |
| P. Tappani   | 16       | -18     | ?           | ?          |
| F. Tasso     | 31       | 4       | ?           | ?          |